# Пейотная песня

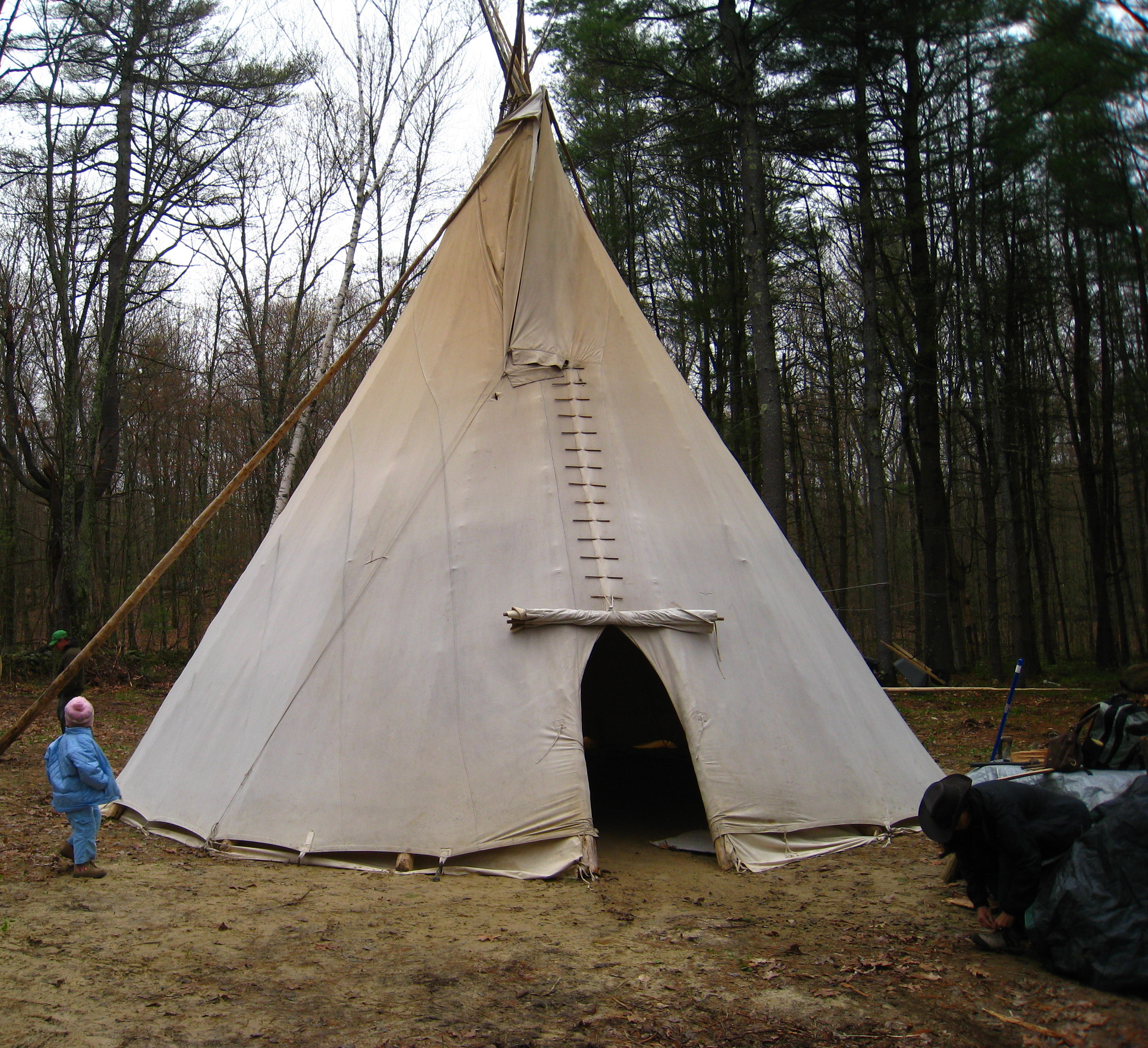
Типи — место проведения пейотной церемонии.

Пейотные песни, песни пейотной церемонии — традиционные песни, сопровождающие ритуальное употребление пейота в культуре североамериканских индейцев, исповедующих «пейотизм». Песни не содержат лексически осмысленного текста и состоят из рифмующихся слогов, объединенных в «строфы», которые могут повторяться по нескольку раз с остинатным ритмом (изоритмия). Для аккомпанемента обычно используются водяные барабаны, а также трещотки из тыкв, на которые нанесены специфические пейотные мотивы. В ходе ночной пейотной церемонии традиционно каждым присутствующим исполняется по четыре песни четырежды, а предводитель церемонии исполняет особые песни в определённые моменты церемонии: песню открытия церемонии, песню ночной воды, рассветную песню, песню закрытия церемонии (англ. opening song, night water song, morning sunrise song, closing song):117. Считается, что пейотные песни зародились на территории Мексики и были принесены в область Великих равнин апачами:529.
Элементы пейотных песен проникли в популярную музыку. Джазовый музыкант индейского происхождения Джим Пеппер известен своей песней «Witchi Tai To», которую исполняло несколько певцов и групп — Harper's Bizarre, Ralph Towner, Ян Гарбарек, Brewer & Shipley.